# Algerije op de Paralympische Zomerspelen 2012
Algerije doet mee aan de Paralympische Zomerspelen 2012 met 33 sporters. Deze zijn vertegenwoordigd in het atletiek, goalball, judo en het powerliften. Firas Bentria doet zowel mee in het atletiek als in het goalball.

## Medailleoverzicht
| Medaille | Naam             | Sport    |
| -------- | ---------------- | -------- |
| Goud     | Abdellatif Baka  | Atletiek |
| Goud     | Mohamed Berrahal | Atletiek |
| Goud     | Kamel Kardjena   | Atletiek |
| Goud     | Nassima Saifi    | Atletiek |
| Zilver   | Karim Betina     | Atletiek |
| Zilver   | Hocine Gherzouli | Atletiek |
| Zilver   | Safia Djelal     | Atletiek |
| Zilver   | Mounia Gasmi     | Atletiek |
| Zilver   | Lynda Hamri      | Atletiek |
| Zilver   | Samir Nouioua    | Atletiek |
| Brons    | Lahouari Bahlaz  | Atletiek |
| Brons    | Mounir Bakiri    | Atletiek |
| Brons    | Mohamed Berrahal | Atletiek |
| Brons    | Zoubida Bouazoug | Judo     |
| Brons    | Kamel Kardjena   | Atletiek |
| Brons    | Sid Ali Lamri    | Judo     |
| Brons    | Samir Nouioua    | Atletiek |
| Brons    | Mouloud Noura    | Judo     |
| Brons    | Lahouari Bahlaz  | Atletiek |

## Deelnemers

### Atletiek
Mannen
- Lahouari Bahlaz
- Abdellatif Baka
- Mounir Bakiri
- Samir Belhoucat
- Firas Bentria
- Mohamed Berrahal
- Karim Betina
- Allel Boukhalfa
- Madjid Djemai
- Hocine Gherzouli
- Sofiane Hamdi
- Khaled Hanani
- Kamel Kardjena
- Nacer-Eddine Karfas
- Djamil Nasser
- Samir Nouioua
- Zine Eddine Sekhri

Vrouwen
- Safia Djelal
- Mounia Gasmi
- Lynda Hamri
- Nadia Medjmedj
- Fatiha Mehdi
- Nassima Saifi

### Goalball
Mannen
- 1: Mohamed Ouali
- 2: Firas Bentria
- 3: Ishak Boutaleb
- 5: Imad Eddine Godmane
- 7: Abdelhalim Larbi
- 9: Mohamed Mokrane

### Judo
Mannen
- Sid Ali Lamri
- Mouloud Noura

Vrouwen
- Zoubida Bouazoug

### Powerliften
Mannen
- Hamza Bouali

Afghanistan · Albanië · Algerije · Amerikaanse Maagdeneilanden · Andorra · Angola · Antigua en Barbuda · Argentinië · Armenië · Australië · Azerbeidzjan · Bahrein · Barbados · België · Belize · Benin · Bermuda · Bolivia · Bosnië en Herzegovina · Brazilië · Britse Maagdeneilanden · Brunei · Bulgarije · Burkina Faso · Burundi · Cambodja · Canada · Centraal-Afrikaanse Republiek · Chili · China · Chinees Taipei · Colombia · Comoren · Congo-Brazzaville · Congo-Kinshasa · Cookeilanden · Costa Rica · Cuba · Cyprus · Denemarken · Djibouti · Dominica · Dominicaanse Republiek · Duitsland · Ecuador · Egypte · El Salvador · Equatoriaal-Guinea · Eritrea · Estland · Ethiopië · Faeröer · Fiji · Filipijnen · Finland · Frankrijk · Gabon · Gambia · Georgië · Ghana · Grenada · Griekenland · Groot-Brittannië · Guam · Guatemala · Guinee · Guinee‑Bissau · Guyana · Haïti · Honduras · Hongarije · Hongkong · Ierland · IJsland · India · Indonesië · Irak · Iran · Israël · Italië · Ivoorkust · Jamaica · Japan · Jemen · Jordanië · Kaaimaneilanden · Kaapverdië · Kameroen · Kazachstan · Kenia · Kirgizië · Kiribati · Koeweit · Kroatië · Laos · Lesotho · Letland · Libanon · Liberia · Libië · Liechtenstein · Litouwen · Luxemburg · Macau · Macedonië · Madagaskar · Maldiven · Maleisië · Mali · Malta · Marshalleilanden · Marokko · Mauritanië · Mauritius · Mexico · Micronesia · Moldavië · Monaco · Mongolië · Montenegro · Mozambique · Myanmar · Namibië · Nauru · Nederland · Nepal · Nicaragua · Nieuw-Zeeland · Niger · Nigeria · Noord-Korea · Noorwegen · Oeganda · Oekraïne · Oezbekistan · Oman · Oostenrijk · Oost-Timor · Pakistan · Palau · Palestina · Panama · Papoea-Nieuw-Guinea · Paraguay · Peru · Polen · Portugal · Puerto Rico · Qatar · Roemenië · Rusland · Rwanda · Saint Kitts en Nevis · Saint Lucia · Saint Vincent en Grenadines · Salomonseilanden · Samoa · San Marino · Saoedi-Arabië · Senegal · Servië · Seychellen · Sierra Leone · Singapore · Slovenië · Slowakije · Soedan · Somalië · Spanje · Sri Lanka · Suriname · Swaziland · Syrië · Tadzjikistan · Tanzania · Thailand · Togo · Tonga · Trinidad en Tobago · Tsjaad · Tsjechië · Tunesië · Turkije · Turkmenistan · Tuvalu · Uruguay · Vanuatu · Venezuela · Verenigde Arabische Emiraten · Verenigde Staten · Vietnam · Wit-Rusland · Zambia · Zimbabwe · Zuid-Afrika · Zuid-Korea · Zweden · Zwitserland
Niet deelgenomen: Botswana · Malawi